# 梁澄子
梁 澄子（ヤン・チンジャ）は、在日韓国人の活動家。宋神道による在日韓国人元従軍慰安婦謝罪・補償請求事件を契機に慰安婦運動に深く関わる。日本軍「慰安婦」問題解決全国行動共同代表。一般社団法人「希望のたね基金」代表理事。

## 活動
「『慰安婦』問題の『解決』とは、被害当事者が受け入れられるものでなくてはならない。日本政府は加害の事実を認め、真の謝罪をすべきだ」という立場から、政治活動を行っている。

### 国際的な活動
2013年9月にフランスのパリで韓国挺身隊問題対策協議会により開催された「水曜デモ」に林博史と共に日本の代表団として参加をした。
2015年5月に韓国のソウルで開催された日本軍「慰安婦」問題の解決に向け話し合う第13回アジア連帯会議に日本の特別報告者として参加。安倍晋三総理大臣が「慰安婦」を「人身売買の犠牲」などとした発言に言及し「強制連行ではないと印象付けるもくろみだ」と批判をし「安倍政権への批判を結集させていくことが、解決への道だ」と連帯を求めた。

### 慰安婦問題日韓合意
2015年12月28日の慰安婦問題日韓合意について、日本からの謝罪がなく、加害責任を果たしていないという理由で破棄を求めている。
2017年1月、韓国政府が日韓合意の不履行や反故を繰り返していることに対して日本政府が抗議をすると、梁は抗議する日本に対して厳しい批判を行った。韓国ハンギョレ新聞のインタビューに対して、慰安婦のために慰安婦合意日韓合意を破棄する機運が高まらないことについて「何もできない日本の市民社会は韓国に申し訳ない気持ちがある」と謝罪を行っている。
2017年1月24日の「クローズアップ現代＋(プラス)」慰安婦問題日韓合意により「46人の慰安婦被害者のうち34人が支援金を受けた」と報じたことについて「なぜ合意に反対して支援金受領を拒否した被害者の声は紹介しないのか」と北原みのり、金富子らと東京千代田区の衆議院第2議員会館で抗議集会を開催した。
2017年6月10日に北原みのり、太田啓子らと韓国挺身隊問題対策協議会に連携する一般社団法人「希望のたね基金」を設立。

### 学術論争
朴裕河の「帝国の慰安婦」を韓国挺身隊問題対策協議会を叩く内容であり「和解のために」と被害者に寛容を求めるものとして批判している。この著書の中で、慰安婦たちが語った「楽しかった思い出」や日本軍兵士との「恋愛感情」などの記述について「朴氏が『誇り』『愛』『幸せ』と読み取ったものこそが、性奴隷とされた女性たちが抱える最も深い被害だったのだ」と指摘している。

### 勧誘活動
「希望のたね基金」を通じて日本の大学生を対象としたオルグ活動を行っており、一定の成果が報じられている。